# Makthaverskan
Makthaverskan — шведская постпанк-группа, сформированная в 2008 году в Гётеборге, Швеция. Известность получила после выпуска в 2013 году второго студийного альбома Makthaverskan II, на который обратили внимание некоторые популярные американские музыкальные издания.

## История

### 2008—2012
Makthaverskan была образована в 2008 году Хуго Рандульвом (гитара) и Андреасом Веттмарком (ударные), после того как распалась их любимая группа Broder Daniel, «тревожный» дух которой они хотели сохранить. Позже к парням присоединились школьные приятельницы Майя Мильнер (вокал) и Ирма Крок (бас-гитара). Участников группы, которые на тот момент были подростками, объединили неприязнь к «изысканной» шведской музыке и желание переосмыслить её звучание, привнеся в него немного агрессии.
Название Makthaverskan, по словам вокалистки Майи Мильнер, не имеет реального значения: «Название группы пришло к нам от друга Хуго, который его придумал, а мы решили, что это звучит круто, и назвали себя так. Его значение, на самом деле, трудно передать на английском, но это женская форма того, кто имеет много могущества. „Makthavare“ — мужская форма, а „makthaverskan“ — женская».
Несмотря на то, что участникам группы на момент её создания было всего по 15 и 17 лет, они регулярно давали концерты в клубах для взрослых. В 2009-м Makthaverskan уже имела свой демоальбом, а чуть позже заключила контракт с лейблом Luxury, на котором и выпустила дебютный альбом Makthaverskan в ноябре того же года. Встречен он был в целом положительно, и уже в 2010 году группа дала несколько крупных концертов, в том числе на фестивалях Emmabodafestivalen, Arvikafestivalen и Storsjöyran. В 2011-м Makthaverskan выпустила первый сингл «Antabus». После окончания школы Майя переехала в Берлин, из-за чего в 2011 и 2012 годах виделась и пела с группой всего несколько раз — ради концертов.

### 2013 — настоящее время
В 2013 году репетиции стали проходить чаще, и уже в марте Makthaverskan вместе с новым гитаристом Густавом Андерссоном выпускает второй альбом Makthaverskan II — как на шведском лейбле Luxury, так и на американском Run for Cover Records. Пластинка не осталась незамеченной в США, и в 2014 году известный электронный журнал Pitchfork писал о группе шесть раз. В июле Makthaverskan выпустила сингл «Something More» с нового альбома.

Последняя запись от гётеборгской группы со сложно произносимым названием Makthaverskan, «Makthaverskan II», — это триумфальная ода пост-панку 80-х. Каждый раз, когда внезапно наступает сладкий, как сахар, момент, он заканчивается, утопая в мощных свирепых аккордах и в высоком вокале, что делает группу производящей впечатление как невероятно нежной, так и острой, как бритва. «Something More» — лучшая композиция, комбинирующая блестящие рифы и мерцающие помехи.
Оригинальный текст (англ.)The latest record from Gothenburg's tricky-to-pronounce Makthaverskan, ‘Makthaverskan II’, is a triumphant ode to '80s post-punk. Every time a sugar-sweet moment pops up, it ends up drowning in ferocious power chords and soaring vocals, making the band come across as both incredibly tender and razor-sharp. ‘Something More’ is the best track, combinig glistening riffs with shimmering athmoshperics.
— NME
Третий сингл группы «Witness», выпущенный в феврале 2015-го, был отмечен Pitchfork как лучший новый трек и занесён Billboard в список «Лучших рок- и альтернативных песен года». Весной того же года Makthaverskan отправилась в турне по Северной Америке, однако из-за проблем с визами было отменено несколько ранних запланированных концертов. Осенью группа совершила второе турне.

## Состав
- Майя Мильнер (швед. Maja Milner) — вокал (2008 — настоящее время)
- Хуго Рандульв (швед. Hugo Randulv) — бас-гитара (2008 — настоящее время)
- Ирма Крок (швед. Irma Krook) — бас-гитара (2008 — настоящее время)
- Густав Андерссон (швед. Gustav Andersson) — гитара (2012 — настоящее время)
- Андреас Веттмарк (швед. Andreas Wettmark) — ударные (2008 — настоящее время)

## Дискография

### Альбомы
- Makthaverskan (2009)
- Makthaverskan II (2013)
- III (2017)
- För Allting (2021)

### Синглы
- «Antabus» (2011)
- «Something More» (2013)
- «Witness» (2015)
- «In My Dreams» (2017)
- «Eden» (2017)
- «Comfort» (2017)
- «Demands/Onkel» (2019)